# Дудин, Глеб Евгеньевич
Глеб Евгеньевич Дудин — российско-венгерский шахматист, гроссмейстер.

## Биография
В начальной и средней школе учился в московской 57 школе. По состоянию на 2024 год учится в Техасском университете в долине Рио-Гранде.
Победитель командного первенства России (до 19 лет) 2019 года в составе команды МГФСО, на этом же турнире в индивидуальном зачёте стал вторым на третьей доске. В 2021 году занял второе место на взрослом чемпионате Москвы. В сентябре того же года сыграл в Кубке европейских клубов в составе северомакедонской команды «Прилеп».
В сентябре 2023 года был одним из лидеров (вместе с гроссмейстерами Марк’Андриа Маурицци и Сантьяго Авила Павасом) после седьмого тура чемпионата мира по шахматам среди юниоров до 20 лет. В конечном итоге занял 9-е место в чемпионате.
В феврале 2024 года выиграл 15-й турнир класса Southwest в Ирвинге, штат Техас, со счетом 7/9 и победил сильных гроссмейстеров Джона М. Берка и Кристофера Ю.
В марте 2024 года играл за команду Техасского университета в долине Рио-Гранде в студенческой шахматной лиге, где показал самые высокие результаты для своей команды.
Участник чемпионатов мира по блицу и рапиду 2021 года (173 и 61 места), 2024 года (71 и 91 места), чемпионата Европы 2024 года (99 место).